# آلاله قفقازی
آلاله قفقازی (نام علمی: Ranunculus caucasicus) نام یک گونه از سرده آلاله است. سردهٔ آلاله در ایران ۵۵ گونهٔ علفی یک ساله و چند ساله دارد. آلاله قفقازی یکی از ۵۵ گونهٔ موجود در ایران است.